# Tetraglenes rufescens
Tetraglenes rufescens är en skalbaggsart som beskrevs av Maurice Pic 1927. Tetraglenes rufescens ingår i släktet Tetraglenes och familjen långhorningar. Inga underarter finns listade i Catalogue of Life.